# Geoff Neal
Geoff Neal (Austin, Texas, Estados Unidos, 28 de agosto de 1990) es un artista marcial mixto estadounidense que compite en la división de peso wélter de Ultimate Fighting Championship. Desde el 8 de agosto de 2022 es el número 11 en la clasificación de peso wélter de la UFC.

## Primeros años
Nació en Austin, Texas, Estados Unidos. Jugó al fútbol en la universidad privada Texas Lutheran. Sin embargo, no le gustó el programa de fútbol de allí y se pasó a competir en MMA, entrenado por Sayif Saud.

## Carrera en las artes marciales mixtas

### Inicios
Debutó como amateur en 2010, con una victoria por KO en el segundo asalto contra Bobby Hernandez. Compitió en un total de 7 combates amateur, terminando con un récord amateur de 6-1. Antes de ser fichado por la UFC, compitió en un total de 10 combates de artes marciales mixtas, ganando 8 y perdiendo 2 de ellos.

### Dana White's Tuesday Night Contender Series
Apareció en el programa Dana White's Contender Series 3 y se enfrentó a Chase Waldon. Ganó el combate por TKO en el primer asalto y consiguió un contrato con la UFC.

### Ultimate Fighting Championship
Debutó en la UFC contra Brian Camozzi el 18 de febrero de 2018 en UFC Fight Night: Cowboy vs. Medeiros. Ganó el combate por sumisión en el primer asalto.
Se enfrentó a Frank Camacho el 8 de septiembre de 2018 en UFC 228. Ganó el combate por KO en el segundo asalto.
Se enfrentó a Belal Muhammad el 19 de enero de 2019 en UFC Fight Night: Cejudo vs. Dillashaw. Ganó el combate por decisión unánime.
Se enfrentó a Niko Price el 27 de julio de 2019 en UFC 240. Ganó el combate por TKO en el segundo asalto. Esta victoria le valió el premio a la Actuación de la Noche.
Se enfrentó Mike Perry el 14 de diciembre de 2019 en UFC 245. Ganó el combate por TKO en el primer asalto.
Se esperaba que se enfrentara a Neil Magny el 29 de agosto de 2020 en UFC Fight Night: Smith vs. Rakić. Sin embargo, se retiró del evento por problemas de salud y fue sustituido por Robbie Lawler.
Se enfrentó a Stephen Thompson el 19 de diciembre de 2020 en UFC Fight Night: Thompson vs. Neal. Perdió el combate por decisión unánime.
Se enfrentó a Neil Magny el 8 de mayo de 2021 en UFC on ESPN: Rodriguez vs. Waterson. Perdió el combate por decisión unánime.
Se enfrentó a Santiago Ponzinibbio el 11 de diciembre de 2021 en UFC 269. Ganó el combate por decisión dividida. 10 de las 14 puntuaciones de los medios de comunicación se lo dieron a Neal.
Se enfrentó a  Vicente Luque el 6 de agosto de 2022 en UFC on ESPN: Santos vs. Hill. Ganó el combate por KO en el tercer asalto. Esta victoria le valió el premio a la Actuación de la Noche.
Neal estaba programado para enfrentarse a Shavkat Rakhmonov el 14 de enero de 2023 en UFC Fight Night 217.  Sin embargo, el 29 de diciembre, Neal se retiró debido a una lesión no revelada.  La pareja fue reprogramada para UFC 285 el 4 de marzo de 2023.  En el pesaje del 3 de marzo, Neal pesó 175 libras, 4 libras por encima del límite de peso welter sin título. Como resultado, la pelea se desarrolló en peso fijo y Neal fue multado con el 30% de su bolsa de pelea, que fue para Rakhmonov.  Perdió la pelea mediante un estrangulamiento trasero desnudo en el tercer asalto.  A pesar de no poder alcanzar el peso, el presidente de UFC, Dana White, estaba tan satisfecho con la pelea e impresionado con la salida de Neal que Neal aún recibió su parte del premio Pelea de la Noche . 
Neal estaba programado para enfrentarse a Ian Garry en UFC 292 el 19 de agosto de 2023.  Sin embargo, Neal se retiró por razones de salud no reveladas,  y fue reemplazado por Neil Magny. Una pelea con Garry fue reprogamada el 17 de febrero de 2024 en UFC 298.  Neal perdió en una pelea competitiva por decisión dividida. 

## Campeonatos y logros
- Ultimate Fighting Championship
  - Actuación de la Noche (dos veces) vs. Niko Price y Vicente Luque[16][30]
- MMAJunkie.com
  - Luchador debajo del radar del año 2019[40]

## Vida personal
Trabajó como camarero en un Texas Roadhouse en Dallas durante diez años hasta su pelea con Mike Perry a finales de 2019. En junio de 2020 anunció que había vuelto a su trabajo como camarero tras no conseguir programar un combate.
El 25 de noviembre de 2021 fue detenido en el Condado de Collin, Texas, por cargos de conducción bajo los efectos del alcohol y posesión ilegal de un arma de fuego, dos delitos menores. Más tarde fue puesto en libertad con una fianza de 2000 dólares.

## Récord en artes marciales mixtas
| Resultado | Récord | Oponente             | Método                                 | Evento                                   | Fecha                   | Ronda | Tiempo | Localización           | Notas                                                           |
| --------- | ------ | -------------------- | -------------------------------------- | ---------------------------------------- | ----------------------- | ----- | ------ | ---------------------- | --------------------------------------------------------------- |
| Derrota   | 16-7   | Carlos Prates        | KO (codazo giratorio)                  | UFC 319                                  | 16 de agosto de 2025    | 1     | 4:59   | Chicago, Illinois      |                                                                 |
| Victoria  | 16-6   | Rafael dos Anjos     | TKO (lesión de rodilla)                | UFC 308                                  | 26 de octubre de 2024   | 1     | 1:30   | Abu Dhabi              |                                                                 |
| Derrota   | 15-6   | Ian Garry            | Decisión (dividida)                    | UFC 298                                  | 17 de febrero de 2024   | 3     | 5:00   | Anaheim, California    |                                                                 |
| Derrota   | 15-5   | Shavkat Rakhmonov    | Sumisión (standing rear naked choke)   | UFC 285                                  | 4 de febrero de 2023    | 3     | 4:17   | Las Vegas, Nevada      | Pelea de peso acordado (175 lb). Pelea de la noche              |
| Victoria  | 15-4   | Vicente Luque        | KO (puñetazos)                         | UFC on ESPN: Santos vs. Hill             | 6 de agosto de 2022     | 3     | 2:01   | Las Vegas, Nevada      | Actuación de la Noche.                                          |
| Victoria  | 14-4   | Santiago Ponzinibbio | Decisión (dividida)                    | UFC 269                                  | 11 de diciembre de 2021 | 3     | 5:00   | Las Vegas, Nevada      |                                                                 |
| Derrota   | 13-4   | Neil Magny           | Decisión (unánime)                     | UFC on ESPN: Rodriguez vs. Waterson      | 8 de mayo de 2021       | 3     | 5:00   | Las Vegas, Nevada      |                                                                 |
| Derrota   | 13-3   | Stephen Thompson     | Decisión (unánime)                     | UFC Fight Night: Thompson vs. Neal       | 19 de diciembre de 2020 | 5     | 5:00   | Las Vegas, Nevada      |                                                                 |
| Victoria  | 13-2   | Mike Perry           | TKO (patada en la cabeza y puñetazos)  | UFC 245                                  | 14 de diciembre de 2019 | 1     | 1:30   | Las Vegas, Nevada      |                                                                 |
| Victoria  | 12-2   | Niko Price           | TKO (puñetazos)                        | UFC 240                                  | 27 de julio de 2019     | 2     | 2:39   | Edmonton, Alberta      | Actuación de la Noche.                                          |
| Victoria  | 11-2   | Belal Muhammad       | Decisión (unánime)                     | UFC Fight Night: Cejudo vs. Dillashaw    | 19 de enero de 2019     | 3     | 5:00   | Brooklyn, Nueva York   |                                                                 |
| Victoria  | 10-2   | Frank Camacho        | KO (patada en la cabeza)               | UFC 228                                  | 8 de septiembre de 2018 | 2     | 1:23   | Dallas, Texas          |                                                                 |
| Victoria  | 9-2    | Brian Camozzi        | Sumisión (estrangulamiento por detrás) | UFC Fight Night: Cowboy vs. Medeiros     | 18 de febrero de 2018   | 1     | 2:48   | Austin, Texas          |                                                                 |
| Victoria  | 8-2    | Chase Waldon         | TKO (puñetazos)                        | Dana White's Contender Series 3          | 25 de julio de 2017     | 1     | 1:56   | Las Vegas, Nevada      | Combate de peso medio.                                          |
| Victoria  | 7-2    | Bilal Williams       | TKO (puñetazos)                        | LFA 16                                   | 14 de julio de 2017     | 1     | 4:43   | Dallas, Texas          |                                                                 |
| Derrota   | 6-2    | Kevin Holland        | TKO (puñetazos)                        | Xtreme Knockout 34                       | 28 de enero de 2017     | 3     | 3:50   | Dallas, Texas          | Por el vacante Campeonato de Peso Medio de la XKO.              |
| Victoria  | 6-1    | Ty Flores            | TKO (puñetazos)                        | Rumble Time Promotions                   | 23 de octubre de 2015   | 1     | 3:58   | St. Charles, Misuri    |                                                                 |
| Victoria  | 5-1    | Charlie Ontiveros    | TKO (retiro)                           | Legacy FC 37                             | 14 de noviembre de 2014 | 2     | 5:00   | Houston, Texas         | Combate de peso acordado (172 libras); Neal no alcanzó el peso. |
| Victoria  | 4-1    | Christopher Anthony  | Decisión (unánime)                     | Legacy FC 32                             | 20 de junio de 2014     | 3     | 5:00   | Bossier City, Luisiana |                                                                 |
| Victoria  | 3-1    | Armando Servin       | Decisión (unánime)                     | Xtreme Knockout 19                       | 17 de agosto de 2013    | 3     | 3:00   | Dallas, Texas          |                                                                 |
| Derrota   | 2-1    | Martin Sano          | Sumisión (estrangulamiento por detrás) | 24/7 Entertainment 9                     | 19 de abril de 2013     | 3     | 1:25   | Odessa, Texas          | Regreso al peso wélter; Neal alcanzó el peso (172 libras).      |
| Victoria  | 2-0    | Zack Board           | TKO (puñetazos)                        | Xtreme Knockout 17                       | 12 de enero de 2013     | 2     | 1:46   | Arlington, Texas       | Debut en el peso medio.                                         |
| Victoria  | 1-0    | David McAfee         | Sumisión (estrangulamiento por detrás) | Xtreme Combat Productions: Blood & Glory | 25 de agosto de 2012    | 1     | 2:15   | Robstown, Texas        | Debut en el peso wélter.                                        |